# جينو كوستا
جينو كوستا (بالإسبانية: Gino Costa)‏ هو محامي وسياسي بيروفي، ولد في 27 يناير 1956 في ليما في بيرو. انتخب عضو مجلس الشيوخ البيروفي ‏.